# Temple de Jupiter Tonnant
Le temple de Jupiter Tonnant (en latin : Aedes Iuppiter Tonans) est un temple romain construit sur le Capitole à Rome, autrefois confondu avec le temple de Vespasien.

## Localisation
Le temple se situe sur la colline du Capitole (in Capitolio), près de l'entrée de l'Area Capitolina depuis le Forum Romain, au sommet du Clivus Capitolinus, à proximité immédiate du sanctuaire dédié à Fortuna Primigenia. Depuis sa construction, les auteurs antiques donnent parfois au Capitole le nom d'Arx Tonantis.

## Histoire
Le temple est voué par l’empereur Auguste en souvenir d’un « miracle » attribué à Jupiter, lors d’une campagne militaire contre les Cantabres en Hispanie, en 26 av. J.-C., Alors qu'Auguste voyage de nuit en litière, l’esclave qui le précède avec un flambeau est frappé et tué par la foudre,.
La construction du temple commence peu après à Rome, sur le Capitole. Auguste le dédie le 1er septembre 22 av. J.-C. mais le temple semble avoir aussi une place spéciale lors des célébrations des calendes de février.
Auguste fréquente régulièrement le temple qui jouit d'une grande popularité auprès du peuple romain. À tel point que selon une légende rapportée par Suétone, Jupiter Capitolin serait apparu en songe à Auguste pour se plaindre de ce que ces adorateurs ont abandonné l'ancien temple au profit du nouveau, ce à quoi Auguste aurait répondu que Jupiter Tonnant ne serait pas un concurrent mais le gardien du sanctuaire du Capitole. Auguste fait fixer aux extrémités du faîte du toit du temple des cloches qui semble avoir disparu à l'époque de Dion Cassius bien que ce dernier mentionne une cloche suspendue à une des mains de la statue de culte.

## Description
Les vestiges du podium du temple ont été mis au jour en 1896. Un temps identifiés au temple de Jupiter Custos, ces vestiges semblent davantage correspondre au temple de Jupiter Tonnant. Le temple augustéen devait être prostyle hexastyle corinthien. Après une restauration de Domitien, et si l'identification du temple avec le relief du tombeau des Haterii est correcte, les chapiteaux corinthiens sont remplacés par des chapiteaux composites. La frise est ornée d'instruments sacrificiels et d'aigles et le fronton d'une grande couronne. Sur le relief des Haterii, le temple est surmonté d'un attique d'ordre ionique avec un parapet décoré d'éclairs de foudre. Il n'est pas certain qu'une telle structure ait vraiment existé, à moins qu'il ne s'agisse d'une sorte de balcon offrant un panorama sur la ville de Rome depuis le sommet du Capitole.
Selon Pline l’ancien qui juge le temple « splendide », les murs sont revêtus de marbre et des statues de Castor et Pollux d'Hegias sont installées devant le temple. La cella abrite une statue de culte réalisée par Léocharès. Jupiter est représenté nu, la main gauche tenant un sceptre et la main droite, tendue vers le bas, tenant un éclair,.

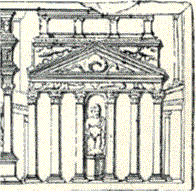
Le temple de Jupiter Tonnant sur un relief du tombeau des Haterii, relevé de Christian Hülsen, 1909.
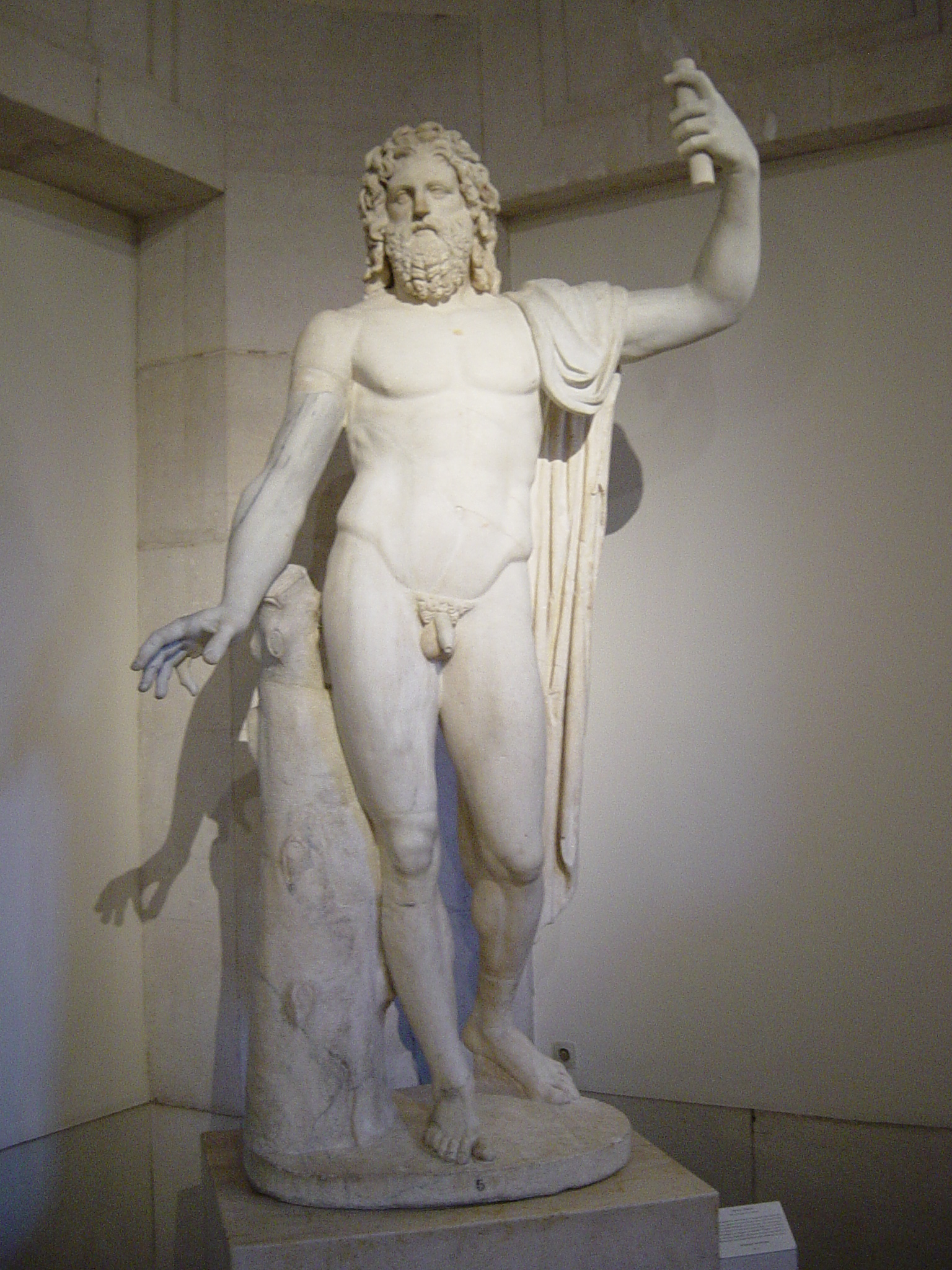
Statue de Jupiter Tonnant, semblable à la statue de culte réalisée par Léocharès.